# Красное (Усманский район)
Красное — село в Усманском районе Липецкой области. Входит в состав Сторожевского сельсовета.

## География
Село находится в юго-восточной части Липецкой области. Расположено на правом берегу реки Усмань.

### Климат
Климат умеренно континентальный с тёплым летом и умеренно холодной зимой. Средняя температура самого холодного месяца (января) составляет −8°С, самого тёплого (июля) — 23°С.

## Население
| 2010 | 2011 |
| ---- | ---- |
| 390  | →390 |

## Инфраструктура
Функционируют 1 стационарный магазин, сельский клуб, библиотека, ФАП Красненский и почтовое отделение.

## История
Возникло в начале XVIII в. Называлось Красной Деревней. В названии слово «красное» означает «хорошее, пригожее место для поселения». В 1780 г. это уже было село со своею церковью. Церковь каменная, теплая, трапезная построена в 1867 году. Престолов два: правый — Казанской иконы Божьей Матери и придельный — во имя Архангела Михаила (8 ноября). Церковь была разрушена, и до недавнего времени сохранились лишь руины. Лишь малая часть его краснокирпичным оставом на десятилетия осталась выситься на взгорье в самом центре села. Уцелевшее строение стало основой памятника-часовни, который воздвигнут в честь погибших в Великой Отечественной войне жителей сел Красное и Бочиновка. Торжественное открытие состоялось 8 мая 1998 года накануне Дня Победы.